# 李一迪
李一迪（1534年—？），字君哲，號我山，廣東高州府茂名縣人，民籍，明朝政治人物。

## 生平
嘉靖三十七年（1558年）戊午科廣東鄉試第四十四名舉人。嘉靖四十四年（1565年）中式乙丑科會試第二百八十一名，二甲第十二名進士。工部观政，本年六月授夷陵州知州，隆慶二年（1568年）六月升杭州府同知，三年四月升南户部员外，四年四月升郎中，万历元年（1573年）三月调南礼部，二年正月升广西佥事，五年六月升参议，照旧管事。七年十二月升浙江副使，十年二月致仕。

## 家族
曾祖李克由，貢士；祖父李舉，壽官；父李學朱，壽官。母盧氏。
子李元若（庠生）、李元暢、李元熙。